# ماري ألان
ماري ألان (بالفرنسية: Marie Allan)‏ هي ممثلة فرنسية، ولدت في 1979 في فرنسا.

## وصلات خارجية
- ماري ألان على موقع IMDb (الإنجليزية)
- ماري ألان على موقع قاعدة بيانات الفيلم (الإنجليزية)